# La República (Plató)
|  | Per a altres significats, vegeu «República (desambiguació)». |

La República és un tractat de política escrit pel filòsof Plató. L'obra està estructurada en 10 llibres on Plató parla per boca del seu mestre Sòcrates.
En els quatre primers llibres s'hi exposen les quatre teories principals sobre l'origen de la Polis i el concepte de Justícia: Les mitològiques tradicionals, les dels sofistes realistes (la justícia no és altra cosa que aquell ordre imposat per qui té la força de fer-se obeir), la teoria contractualista (contraposen llei i naturalesa i la justícia és una convenció humana). Aquí és quan Sòcrates, en realitat Plató, exposa la seva teoria de l'estat entès com a organisme on la justícia és una harmonia conscient i vivent i la societat un fet natural.
Prossegueix l'obra com una contínua reflexió sobre la política i les relacions entre els governants i els ciutadans. Dona gran importància a l'educació dels ciutadans (incloses les dones). Filosofa sobre la idea del bé. Exposa la seva teoria de les quatre fases del coneixement que acaben amb la definitiva contemplació de l'ésser suprem. Presenta el famós Mite de la caverna que explica les relacions entre els dos mons, el sensible (la caverna) i l'exterior (les idees). Compara els sistemes polítics de l'època: timocràcia espartana, oligarquia, democràcia i tirania.
En l'últim llibre intenta preveure les conseqüències de la implantació de l'estat just que propugna i finalment analitza les diferències entre poesia i filosofia afirmant la preponderància d'aquesta última.
La República és, a més d'una utopia social, un tractat de política i una reflexió sobre l'ésser humà. La influència d'aquesta obra ha estat contínua en el pensament polític d'Occident al llarg del temps.

## Estructura

### Llibre I
El Llibre I de La República comença amb una discussió sobre la vellesa (Rep.I, 328c) i la riquesa, el que condueix als dialogants cap al tema de la justícia i el govern. Posicions tradicionals de Cèfal i Polemarc. Es comença per la de Céfal que afirma que la justícia és la devolució del que es deu (Rep.I, 331c), el segueix Polemarc declarant que la justícia consisteix en el benefici als amics i el perjudici als enemics, i en tercer lloc sorgeix l'opinió de Trasímac que creu que la justícia és el que convé al més fort (Rep.I, 338c), sent la injustícia la veritable excel·lència i saviesa (Rep.I, 348c). Sòcrates refutarà les tres teories, ell va proposar que la justícia és l'excel·lència de l'ànima (Rep.I, 353e)
Han estat discutint sobre les qualitats de la justícia, de tornar el degut, fer bé als amics i mal als enemics .. en lloc de respondre a la pregunta què és la justícia ? El diàleg acaba amb Sòcrates dient que no sap què és la justícia (Rep.I, 354c). Aquest fragment del diàleg socràtic va ser compost abans que la resta de l'obra.

### Llibre II
Intervencions de Glaucó i Adimant, germans de Plató. Proposta de Glaucó de classificació tripartida dels béns:
a) Béns desitjables per si mateixos, amb independència de les seves conseqüències.
b) Béns desitjables per si mateixos i per les seves conseqüències.
c) Béns desitjables pels seus beneficis indirectes, encara que ens causen penes.
Sòcrates se situa en b); en canvi, la gent corrent en c). Petició de Galucó i Adimant a Sòcrates de demostració de la preferència per la vida justa en relació amb la vida injusta (és a dir, petició de rebuig de la posició de Trasímac). Pas de la discussió de la justícia de la ciutat a la discussió de la justícia de l'individu. La formació d'una ciutat i de la seva estructura (els tres estaments que intervenen en tota ciutat).

### Llibre III
Continuació de la temàtica i la problemàtica tractades en el llibre II. Gènesi de la ciutat injusta. Plantejament del nou procés educatiu que possibiliti les condicions per tal que una ciutat esdevingui justa. Crítica dels models educatius tradicionals basats en la poesia èpica i en la poesia tràgica. Importància de l'educació en la melodia i el ritme. Potència educativa de la gimnàstica i la medicina. Paper dels governants i de les classes de ciutadans dins la ciutat; i, en particular, dels guardians.

### Llibre IV
Rebuig a una felicitat particular per la classe dels guardians (i governants). La pobresa i la riquesa dels ciutadans. Les diferents excel·lències existents en una ciutat. La justícia en la ciutat (de la ciutat). Les parts de l'ànima, de les seves funcions i de la justícia individual.
Condicions de realització de la ciutat justa

### Llibre V
Conversa sobre algunes altres qüestions: les tasques de la dona a la ciutat; la comunitat de dones i nens; l'esclavatge i les lluites. Debat sobre la possibilitat de l'existència de la ciutat justa. Els filòsofs i el govern de la ciutat. La filosofia ocupa el centre de la conversa i, ben significativament, de La república.

### Llibre VI
Continuació de l'estudi de la concepció de la filosofia i el filòsof, dels seus àmbits de coneixement i del seu paper a la ciutat. L'ànima del filòsof. Les dificultats d'exercir la filosofia veritable. Possibilitats de la formació filosòfica dels joves i possibilitats de la filosofia de convèncer a la multitud. L'analogia del Sol. L'analogia del segment d'una línia.

### Llibre VII
El mite de la caverna. Els estudis que ha de tenir un filòsof-governant han de ser:
1) Aritmètica
2) Geometria
3) Estereometria
4) Astronomia
5) Harmonia
La dialèctica com a síntesi i visió del conjunt de tots els estudis i l'estudi suprem. La formació dels filòsofs (els homes de la dialèctica).
La injustícia en la ciutat i en l'individu

### Llibre VIII
Les constitucions. Classes d'institucions polítiques. La millor: l'aristocràcia. Gènesi de les formes polítiques degenerades des de la ciutat injusta (discurs de les Muses): la timocràcia, l'oligarquia, la democràcia i la tirania.

### Llibre IX
Exposició del règim polític més allunyat de la justícia: anàlisi política i psicològica de la tirania i l'home tirànic. Tres proves sobre la superioritat de l'home just per damunt de l'home injust. Conclusió: la justícia és millor que la injustícia, que esclavitza a l'home i el perverteix, si no paga per les injustícies comeses.
Recompenses de la justícia. Mite final

### Llibre X
Continuació de la crítica a la funció educativa de les arts (tècniques) imitatives (iniciada en els llibres II i III). El problema del mal i la immortalitat de l'ànima. Les recompenses de la vida justa: a l'home just li esdevindrà el millor, ja sigui en aquesta vida o després de la mort. El mite d'Er: un mite escatològic sobre els premis i els càstigs que rebran en el més enllà les ànimes dels justos i dels injustos. Importància de la manera de viure en la justícia.

## Temes
- Definició de la justícia
- Teoria dels universals
- Tipologia de governs

## Recepció
inacabat

## Traduccions al català
- Plató: La República. Tres volums. Traducció de Manuel Balasch. Barcelona: Editorial Bernat Metge (Plató - els Diàlegs. Volums X (1989), XI (1990) i XII (1992). Col·lecció Bernat Metge, número 258, 263 i 273). Volum I: ISBN 8472254402; ISBN 978-8472254404. Volum II: ISBN 8472254720; ISBN 978-8472254725. Volum III: ISBN 8472255255; ISBN 978-8472255258.
- Plató: La República. Llibre VII. Traducció de Carles Miralles. València: PUV Arxivat 2014-11-11 a Wayback Machine., 1990 (Col·lecció: EDUCACIÓ. Sèrie MATERIALS DE FILOSOFIA). ISBN 978-84-370-0675-8.
- Plató: La República - Llibre VII. Traducció de Guillermo Quintás Alonso, José M. Pabón i Manuel Fernández Galiano. València: Publicacions de la Universitat de València, 2003 (Educació. Sèrie Materials de Filosofia). ISBN 8437006759; ISBN 978-8437006758.
- Plató. Llegir «La República (506b-541b)». A cura de Marta I. Moreno, Martín Pacheco, Guillermo Patiño, Guillermo Quintás, i José Mª Rubio. València: PUV Arxivat 2014-11-11 a Wayback Machine., 2009 (Col·lecció: BATXILLERAT). ISBN 978-84-370-7474-0.
- Plató: La República - Llibre VI (18-21 des de 506b), llibre VII (1-5 fins a 521b). Traducció de Carlos Roser Martínez. València: Editilde, S.L., 2009. ISBN 8496976408; ISBN 978-8496976405.
- Plató: La República - Llibre VII. Traducció: Xavier Renau. Revisió: Vicent Pitarch. Versió online lliure.
- Plató: Paideia - Protàgoras, De la República, De les Lleis. Introducció i traducció a cura de Carles Miralles amb la col·laboració de Montserrat Jufresa i Jaume Pòrtulas. Vic: EUMO editorial (alhora: Barcelona: Diputació de Barcelona), 1988 (Textos Pedagògics Nr. 16). Extractes del llibre II i III de la República (376e-392c) i del llibre X (595a-608). ISBN 84-7602-256-5.